# Wyeomyia serratoria
Wyeomyia serratoria är en tvåvingeart som först beskrevs av Dyar och Nunez Tovar 1927.  Wyeomyia serratoria ingår i släktet Wyeomyia och familjen stickmyggor. Inga underarter finns listade i Catalogue of Life.